# Teresa non sparare
Teresa non sparare è una canzone scritta da Fred Buscaglione e Leo Chiosso. Incisa nella sua prima versione il 22 ottobre del 1955 da Fred Buscaglione e gli Asternovas, come lato A del 78 giri Teresa non sparare/Frankie and Johnny,.

## Storia e testo
(Riccardo Pini)
Teresa non sparare già dal 1954 faceva parte del repertorio di Buscaglione, che la eseguiva dal vivo al Faro di Torino (talvolta con la complicità della moglie Fatima nella parte di Teresa). Fu incisa successivamente al Teatro Gobetti di via Verdi. Ricorda Dino Arrigotti: Si trattava di registrazioni effettuate in prima battuta, senza alcuna prova e soprattutto prive degli accorgimenti tecnici pur primordiali dell'epoca che consentivano di modulare le voci o di amplificare o di ridurre i suoni di certi strumenti.
Il testo era ispirato a un fatto di cronaca nera ambientato a Casalpusterlengo: una donna aveva sparato al marito, dopo aver scoperto che il consorte la tradiva con un'amante. 
Il brano inizia con Fred che, come uno strillone, annuncia la notizia della prima pagina di tutti i giornali: una casalinga che invece di subire l'infedeltà del marito lo affronta fucile alla mano.

## Musicisti
- Franco Pisano, chitarra
- Berto Pisano, contrabbasso,
- Gianni Saiu, chitarra
- Carletto Bistrussu, batteria
- Giulio Libano, tromba
- Sergio Valenti, sax

## Ripubblicazioni
- 1956 – nell'album Fred Buscaglione & i suoi Asternovas
- 1957 – nel 45 giri Teresa non sparare/Porfirio Villarosa
- 1960 – nella raccolta 16 successi di Fred Buscaglione